# Шоџи (ера)
Шоџи (正治) је јапанска ера (ненко) која је настала после Кенкју и пре Кенин ере. Временски је трајала од априла 1199. до фебруара 1201. године и припадала је Камакура периоду. Владајући монарх био је цар Цучимикадо.

## Важнији догађаји Шоџи ере
- 29. јануар 1199. (Шоџи 2, дванаести дан другог месеца): Ојама Томомаса добија позицију шугоа у провинцији Харима и постаје гувернер Хејан-кјо града.[4]
- 1200 (Шоџи 2, десети месец): Хоџо Токимаса постављен је за даимјоа провинције Оми.[5]